# Сувестр, Пьер
Пьер Сувестр (фр. Pierre Souvestre, полное имя - Пьер Вильгельм Даниэль Сувестр (фр. Pierre Wilhelm Daniel Souvestre); 1 июня 1874, Пломлен — 26 февраля 1914, Париж) — французский писатель и журналист. Известен циклом романов о Фантомасе, написанных в соавторстве с Марселем Алленом. Внучатый племянник бретонского писателя Эмиля Сувестра.

## Биография
Пьер Вильгельм Даниэль Сувестр родился в замке Кераваль (Пломлен, департамент Финистер) 1 июня 1874 г. Его отец Альберт Сувестр был префектом Корсики, мать Мария Руссен — дочерью Виктора Руссена, владельца замка Кераваль и художника. Выйдя в отставку, его отец переезжает в Париж, на улицу Моцарта, где Пьер и проведет большую часть своего детства.
Получив среднее образование в лицее Жансон де Сейи в Париже, Пьер Сувестр поступил там же на юридический факультет, который окончил в 1894 году и стал членом Парижской коллегии адвокатов, работал в Парижском суде. Параллельно с карьерой адвоката он начал журналистскую карьеру и стал писать под псевдонимом Пьер де Брейз (Pierre de Breiz) в 1895 году. Тогда же опубликовал сборник сказок и новелл «Вперемешку» и сборник поэм «В шутку». В следующем году он поступил на работу в «Le Monde Diplomatique» в качестве секретаря редакции; в 1897-1898 годах он сотрудничал с различными газетами, написал и опубликовал несколько новелл. В 1898 году переехал в Ливерпуль, чтобы управлять автомобильным депо. Он организовывал автомобильные гонки и освещал их для французского информационного агентства «Havas Informations».
Во время пребывания за Ла-Маншем, длившегося до 1905 года, Пьер Сувестр познакомился с Генриеттой Китслер (фр. Henriette Kitsler), которая стала его спутницей до самой смерти. Вернувшись во Францию, он работал в спортивной ежедневной газете «L'Auto» (предшественнице «L'Equipe»), а также писал статьи для многих других газет на спортивные и театральные темы. Вскоре Сувестр стал членом Ассоциации уголовной прессы, Ассоциации парижских журналистов, Ассоциации спортивных журналистов. Когда в 1907 году он стал директором журнала «Le Poids Lourd», то уже был известным спортивным журналистом и знаменитой фигурой Парижа. Ему потребовался секретарь и он нанял Марселя Аллена, начинающего журналиста. С 1909 года они стали работать вместе как соавторы.
В 1909 году они написали пьесу «Земля дрожит» (драма в двух актах по новелле Сувестра «Пианто»).
В том же году Сувестр вместе с Алленом написал спортивно-детективный роман «Рур» (Le Rour). По воспоминаниям Аллена этот роман был заказан им для того, чтобы заполнить пробел, образовавшийся в колонках журнала «Авто» из-за разрыва важного контракта. Этот случай помог авторам образовать бессменный тандем: тексту отводилась пятая часть страницы на 80 дней. Роман «Рур» не только заполнил нишу, но и стал рекламой автомобиля в целом и шин Дюкасбль (Ducasble) в частности. Преступник из «Рура» (прообраз Фантомаса) противостоит следователю-детективу Жермену Фузилье и его молодому помощнику. Тандем Фузилье + Ив д'Арзан-Трегофф предворяет появление тандема Жюв + Фандор. Двумя годами позже, в серии «Фантомас», Фузилье уже имеет свой кабинет во Дворце Правосудия. Однако, роль героя, противостоящего Фантомасу, переходит к инспектору Жюву.
Сотрудничество Сувестра и Аллена продолжилось романами «Отпечаток» и «Рояльда» (оба в 1910 году), где впервые появились журналист Фандор и комиссар Жюв, которые в 1911 году станут героями цикла о Фантомасе.
В феврале 1911 году Сувестр и Аллен по заказу издателя Артема Файара, который хотел начать выпуск нового ежемесячного журнала, написали роман «Фантомас» — первый из цикла о неуловимом преступнике. Имя главного героя придумал Сувестр. Когда Файар спросил, как будут звать главного героя, то Сувестр написал на бумаге слово Fantômus, но издатель прочел его как Fantômas и был в восторге. Он предложил Сувестру и Аллену сначала заключить контракт на написание 5 историй, но после первых же публикаций тираж последующих изданий возрос во много раз, роман с продолжением пользовался невероятным успехом и цикл продолжился. По сентябрь 1913 года было опубликовано 32 истории, по одной в месяц. На 32-й истории была поставлена точка — Фантомас и Жюв погибли в пучине вод Атлантики вместе с лайнером «Гигантик»...

«Фантомас — это Энеида современности» (фр. Fantômas, c'est l'Énéide des temps modernes), - писал Блез Сандрар в 1914 году. «Тираж Фантомаса превысил тираж Библии» (фр. Les tirages de Fantômas ont dépassé ceux de la Bible), сказал несколько лет спустя Марсель Аллен, соавтор Пьера Сувестра.
Помимо цикла о Фантомасе, Сувестр и Аллен были авторами цикла шпионских детективов «Наз-ан-л'эр» и приключенческих романов «Тити-гвардеец».
Сувестр умер в Париже от закупорки лёгких (осложнение от «испанки») в 1914 году, похоронен в Пломлене. После его смерти Аллен написал, издав под своим именем, задуманные вместе с соавтором романы «Револьтозо» и «Рыцарь Панаш», а через 12 лет в одиночку продолжил цикл о Фантомасе.
В 2005 году муниципальный совет Пломлена назвал жилой комплекс города в честь Пьера Сувестра. В следующем году потомок писателя восстановил его могилу и могилу своих родителей.
В роду Пьера Сувестра до него было ещё два писателя: Шарль Эмиль Сувестр (1806-1854) писатель, адвокат, журналист, драматург, и Оливье Мари Сувестр (1831-1896) поэт и исполнитель бретонских песен, анархист.

## Личная жизнь
После смерти Сувестра его спутница жизни Генриетта Китслер вышла замуж за Марселя Аллена 27 сентября 1926 г. Она умерла в 1956 году.